# Efecto Google
El llamado Efecto Google, también llamado externalización de la memoria, consiste en la tendencia a no guardar en nuestra memoria las informaciones que fácilmente podemos encontrar en internet. Así la información no se registra en nuestra memoria personal, biológica, neuronal sino en la memoria externa, digital y artificial.
El fenómeno fue descrito y nombrado por primera vez por Betsy Sparrow (Universidad de Columbia), Jenny Liu (Universidad de Wisconsin) y Daniel M. Wegner (Universidad de Harvard) en julio de 2011.
Sparrow dice que este fenómeno implica un tipo de memoria transactiva, concepto propuesto en 1985 por el psicólogo David Wegner, y que no es propio de la era digital, en el que un experto en una materia en un grupo de trabajo se despreocupa de retener conocimientos que posee otro miembro del equipo.
Dos de las consecuencias de este fenómeno es la dependencia establecida hacia Internet; según los investigadores si se pierde la conexión en línea, causa efectos similares a la pérdida de un amigo. El experimento para demostrar este fenómeno incluyó cuatro experimentos llevados a cabo con estudiantes de Columbia y Harvard y concluye que la gente puede recordar la información si no saben dónde encontrarla, y pueden recordar cómo encontrar lo que necesitan si no puede recordar la información.
Sparrow afirma: «No somos personas irreflexivos con cabeza hueca sin recuerdos. Pero cada vez somos más particularmente adeptos a recordar dónde ir a buscar las cosas. Y eso es algo increíble».
Esta teoría tiene una desventaja importante; no hay ninguna razón por la cual el efecto no se hubiera dado antes de la aparición de Internet, dado que era relativamente fácil acceder a libros de información y bibliotecas. La respuesta es, por supuesto, que Internet permite acceder a la información de forma casi instantánea, en una amplia variedad de lugares, más aún con el uso extendido de los teléfonos inteligentes, de una manera que nunca ha sido posible con los libros, que no son siempre fácilmente accesibles.